# Jens Janse
Jens Janse (Venlo, 1º luglio 1986) è un ex calciatore olandese, di ruolo difensore.

## Caratteristiche tecniche
Laterale destro di difesa o centrocampo, può giocare anche come mediano. Con la Ternana nella stagione 2015-2016 ha ricoperto il ruolo di esterno d'attacco nel 4-2-3-1 dell'allenatore Roberto Breda.

## Carriera

### Club

#### Gli inizi della carriera
Janse inizia a giocare a calcio con la squadra amatoriale dell'MVC '19 da Maasbree, la città dove è cresciuto. Passa poi alle giovanili del VVV-Venlo, il più grande club della sua città. In questo periodo viene notato e prelevato dal PSV. A Eindhoven inizia come ala destra, ma poi l'allenatore Ricardo Moniz comincia a farlo giocare come terzino destro.
Dopo aver disputato una buona stagione nel suddetto ruolo, il PSV gli offre un contratto in prima squadra ma, a causa della presenza di Kasper Bøgelund, Michael Lamey, André Ooijer e Michael Reiziger, gli viene anche consigliato di andare a giocare altrove. Si fa avanti il Willem II che gli propone un contratto triennale, sicché il calciatore si trasferisce a Tilburg.

#### Willem II e NAC Breda
Esordisce l'11 gennaio 2006 sotto la guida di coach Kees Zwamborn nella partita contro l'Heracles Almelo. La partita si è conclusa con una sconfitta 1-2 per i Tricolores. Nella prima stagione Janse giochera in totale 8 partite.
La stagione 2006-07 è stata caratterizzata come la grande svolta di Janse, a causa di vari problemi del club, molto giocatori lasciano il club e lui diventerà l'unico punto luminoso per il caos caratterizzato dalla società. Riuscirà a diventare titolare della squadra e vestirà in varie occasioni la fascia da capitano.
Nelle due stagioni successive è il capitano della squadra e il 24 gennaio 2009 realizza il suo primo gol in campionato nella trasferta contro il Feyenoord.
L'ultima stagione si infortuna durante il ritiro estivo e sarà costretto a saltare i primi sei mesi della stagione, quando tornerà riuscirà a recuperare il posto da titolare e la fascia da capitano.

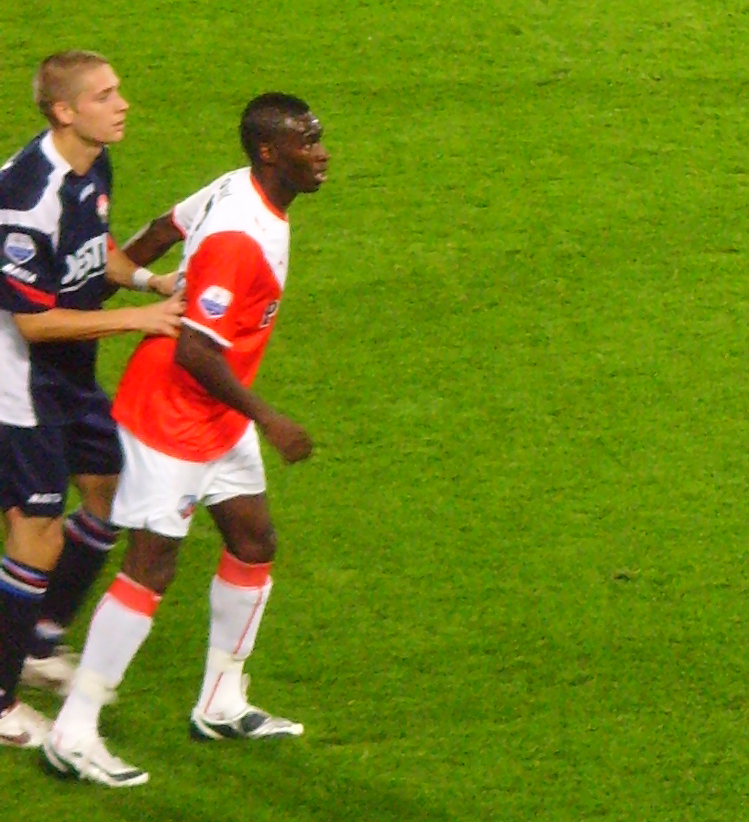
Janse nel 2008 al Willem II, in marcatura su Loïc Loval dell'Utrecht.

A fine anno firma con il NAC Breda dove rimane 3 stagioni, di cui la seconda in cui giocherà molto poco per colpa di un grave infortunio al menisco.
Nonostante nel giugno 2013 il NAC Breda gli propone un nuovo triennale, decide di non accettare per cercare un'avventura all'estero.
Lascia il club dopo 58 presenze.

#### Córdoba e Dinamo Tbilisi
Il 7 luglio 2013 firma con il Córdoba che gioca nella Spagna Segunda División, giocherà 11 partite e il 15 febbraio 2014 firma un contratto con la Dinamo Tbilisi dove giocherà solo 3 partite a causa di un nuovo problema al menisco, una volta recuperato dall'infortunio, deciderà di rescindere con la squadra georgiana dopo vari disguidi sulle modalità concesse per il recupero dall'infortunio, riuscendo a vicere comunque un campionato ed una coppa di Georgia.

#### Ternana
Dopo essere rimasto svincolato dalla squadra georgiana comincia ad allenarsi con il VVV-Venlo che gli propone un contratto (con fascia di capitano compresa) ma che il calciatore rifiuterà per aspettare una chiamata dall'estero. Il 4 settembre firma un contratto fino al giugno 2015 con la Ternana, squadra della Serie B italiana (che due giorni prima lo aveva messo in prova), prendendo la maglia numero 2. Conclude la stagione rossoverde con 20 presenze e viste le buone prestazioni, la società gli rinnova il contratto fino al 30 giugno 2016.
Il 24 giugno 2015 appare tra i 19 indagati dalla Procura di Catania nell'ambito dell'operazione I treni del calcio, che il giorno precedente aveva portato all'arresto di sette persone (tra cui presidente e dirigenti del Catania). Secondo quanto ricostruito dagli inquirenti, l'olandese sarebbe stato individuato dalla banda siciliana per "aggiustare" il risultato di Catania-Ternana del 24 aprile scorso. Pochi giorni dopo la Ternana annulla il rinnovo contratto, fino a quando non si farà chiarezza sulla situazione del calciatore e il 30 giugno scade il suo contratto con la formazione rossoverde.
Il 20 luglio dello stesso anno l'ex presidente del Catania dichiara di non aver pagato le partite contro il Latina e la Ternana quindi il giocatore viene assolto e il giorno successivo rinnova il contratto con il club umbro fino al 2016. Segna il suo primo gol con la maglia rossoverde il 30 gennaio 2016 mettendo a segno su assist di Avenatti il gol del momentaneo 1-0 nella partita che finirà poi 2-1 a favore delle fere contro il Modena.
Il 30 giugno 2016 scade il contratto con la Ternana e rimane svincolato.

#### Leyton Orient
Il 20 settembre 2016 firma fino a fine stagione con il Leyton Orient. Fa il suo esordio con la nuova maglia sette giorni dopo, nel match casalingo perso 0-2 contro il Plymouth, e nel quale viene anche espulso. Nel corso della stagione, complici infortuni e incomprensioni con il mister, rimane spesso in tribuna vedendo il campo solo nelle ultime giornate, con i londinesi già matematicamente retrocessa; nell'ultima partita di campionato segna al Blackpool l'unica sua rete, quella della bandiera nella sconfitta biancorossa 1-3. Al termine della stagione, con il Leyton Orient retrocesso nella National League, rimane svincolato.

#### Il ritorno in Olanda
Dopo essere rimasto svincolato continuandosi ad allenare con un preparatore atletico privato, il 28 settembre 2017 ritorna a distanza di otto anni dall'ultima volta in patria, firmando un contratto annuale con il VVV-Venlo. debutta il 15 ottobre nel match di campionato contro il Psv Eindhoven, chiude la stagione con 10 presenze e zero gol contribuendo comunque a salvare la squadra alla penultima giornata di campionato.

#### Ellera e Messina
Rimasto svincolato per non perdere la condizione atletica il 6 settembre 2018 si accasa ai dilettanti dell'Ellera Calcio compagine umbra di eccellenza dove registra 2 presenze prima di svincolarsi come da accordo firmando per il Messina esordendo il 9 dicembre nella partita vinta 1-0 contro la Nocerina.

### Nazionale
inizia la trafila partendo dal 2004 con la nazionale under 19 rimanendoci fino al 2005 collezionando 12 presenze, dal 2005 al 2006 gioca con la nazionale under 20 collezionando 15 presenze, fino a quando dopo qualche apparizione nel 2005 dall'anno successivo diventa uno dei punti fermi della Nazionale olandese Under 21 che sotto la guida del ct Foppe de Haan lo convocherà fino al 2007 facendogli giocare con la nazionale cadetta 21 incontri.

## Statistiche

### Presenze e reti nei club
Statistiche aggiornate al 17 dicembre 2018.
| Stagione         | Squadra          | Campionato       | Campionato | Campionato | Coppe nazionali | Coppe nazionali | Coppe nazionali | Coppe continentali | Coppe continentali | Coppe continentali | Altre coppe | Altre coppe | Altre coppe | Totale | Totale |
| Stagione         | Squadra          | Comp             | Pres       | Reti       | Comp            | Pres            | Reti            | Comp               | Pres               | Reti               | Comp        | Pres        | Reti        | Pres   | Reti   |
| ---------------- | ---------------- | ---------------- | ---------- | ---------- | --------------- | --------------- | --------------- | ------------------ | ------------------ | ------------------ | ----------- | ----------- | ----------- | ------ | ------ |
| 2005-2006        | Willem II        | E                | 8          | 0          | CO              | 0               | 0               | CU                 | 0                  | 0                  | -           | -           | -           | 8      | 0      |
| 2006-2007        | Willem II        | E                | 16         | 0          | CO              | 1               | 0               | -                  | -                  | -                  | -           | -           | -           | 17     | 0      |
| 2007-2008        | Willem II        | E                | 32         | 0          | CO              | 1               | 1               | -                  | -                  | -                  | -           | -           | -           | 33     | 1      |
| 2008-2009        | Willem II        | E                | 26         | 1          | CO              | 2               | 0               | -                  | -                  | -                  | -           | -           | -           | 28     | 1      |
| 2009-2010        | Willem II        | E                | 18         | 0          | CO              | 1               | 0               | -                  | -                  | -                  | -           | -           | -           | 19     | 0      |
| Totale Willem II | Totale Willem II | Totale Willem II | 100        | 1          |                 | 5               | 1               |                    | 0                  | 0                  |             | -           | -           | 105    | 2      |
| 2010-2011        | NAC Breda        | E                | 18         | 0          | CO              | 3               | 1               | -                  | -                  | -                  | -           | -           | -           | 21     | 1      |
| 2011-2012        | NAC Breda        | E                | 16         | 0          | CO              | 1               | 0               | -                  | -                  | -                  | -           | -           | -           | 17     | 0      |
| 2012-2013        | NAC Breda        | E                | 24         | 0          | CO              | 2               | 0               | -                  | -                  | -                  | -           | -           | -           | 26     | 0      |
| Totale NAC Breda | Totale NAC Breda | Totale NAC Breda | 58         | 0          |                 | 6               | 1               |                    | -                  | -                  |             | -           | -           | 64     | 1      |
| 2013-feb. 2014   | Córdoba          | SD               | 11         | 0          | CDR             | 0               | 0               | -                  | -                  | -                  | -           | -           | -           | 11     | 0      |
| feb.-giu. 2014   | Dinamo Tbilisi   | UL               | 3          | 0          | CG              | 1               | 0               | UCL                | -                  | -                  | SG          | -           | -           | 4      | 0      |
| 2014-2015        | Ternana          | B                | 20         | 0          | CI              | 0               | 0               | -                  | -                  | -                  | -           | -           | -           | 20     | 0      |
| 2015-2016        | Ternana          | B                | 21         | 1          | CI              | 0               | 0               | -                  | -                  | -                  | -           | -           | -           | 21     | 1      |
| Totale Ternana   | Totale Ternana   | Totale Ternana   | 41         | 1          |                 | 0               | 0               |                    | -                  | -                  |             | -           | -           | 41     | 1      |
| set. 2016-2017   | Leyton Orient    | FL2              | 8          | 1          | FACup+CdL       | 1+0             | 0               | -                  | -                  | -                  | FLT         | 2           | 0           | 11     | 1      |
| set. 2017-2018   | VVV Venlo        | E                | 10         | 0          | CO              | 1               | 0               | -                  | -                  | -                  | -           | -           | -           | 11     | 0      |
| set.-dic. 2018   | Ellera           | Ecc.             | 2          | 0          | CI-Dil.         | -               | -               | -                  | -                  | -                  | -           | -           | -           | 2      | 0      |
| dic. 2018-2019   | Messina          | D                | 3          | 0          | CI-D            | 0               | 0               | -                  | -                  | -                  | -           | -           | -           | 3      | 0      |
| Totale carriera  | Totale carriera  | Totale carriera  | 240        | 5          |                 | 15              | 2               |                    | 0                  | 0                  |             | 2           | 0           | 257    | 7      |

## Palmarès

### Club

#### Competizioni nazionali
- Campionato georgiano: 1

Dinamo Tbilisi: 2013-2014
- Coppa di Georgia: 1

Dinamo Tbilisi: 2013-2014